# Gerris argenticollis
Gerris argenticollis är en insektsart som beskrevs av Parshley 1916. Gerris argenticollis ingår i släktet Gerris och familjen skräddare. Inga underarter finns listade i Catalogue of Life.